# أمبولة الأسهر
أمبولة الأسهر (باللاتينية: Ampulla ductus deferentis) أو (باللاتينية: Ampulla vas deferentis) هي اتساعٌ للأسهر في قاع المثانة، حيث تعمل خزانًا للحيوانات المنوية. يُرى هذا الهيكل في بعض أنواع الثدييات والحرشفيات وأحيانًا يكون متعرجًا في الشكل.

## روابط خارجية
- صور تشريحية:44:04-0201 في مركز داونستيت الطبي التابع لجامعة نيويورك - "حوض الذكر: المثانة"